# Insha'Allah
In šaʾ Allāh (إِنْ شَاءَ ٱللَّٰهُ; arabiska "om Gud vill", eller friare: "vi får förtrösta på Gud") är en vanlig arabisk fras som läggs till i slutet av ett allmänt önskemål. Frasen uttrycker  människans förtröstan på Gud och medvetenheten om att absolut ingenting kan åstadkommas utan Guds vilja. Termen har nämnts i Koranen (sura 37, vers 102).
I överförd betydelse kan frasen också stå för ”… om allt går som det ska”, ”... får vi hoppas" eller "... förhoppningsvis", det vill säga ett uttryck för att man hoppas att det blir som man tänkt sig. Oavsett hur noga man planerar kan man inte vara säker på var eller i vilket tillstånd man själv eller världen befinner sig i morgon.
På svenska, engelska och andra språk med det latinska alfabetet förenklas uttrycket ofta till inshallah och används av såväl kristna som judar [källa behövs]och muslimer.